# Ru (kana)

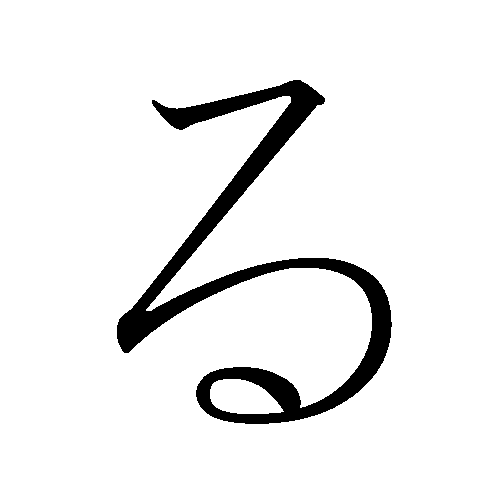
Ru w hiraganie

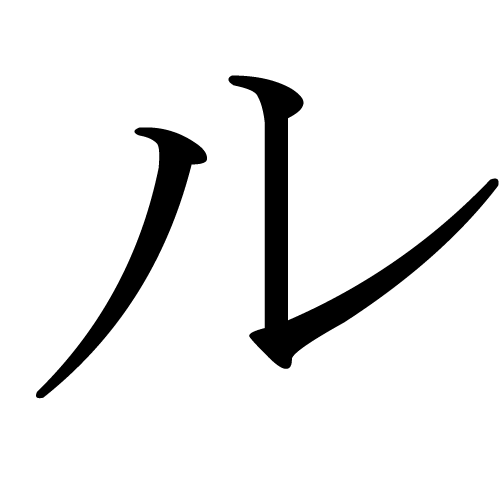
Ru w katakanie

Ru – czterdziesty pierwszy (dawniej czterdziesty trzeci) znak japońskich sylabariuszy hiragana (る) i katakana (ル). Reprezentuje on sylabę ru. Pochodzi bezpośrednio od znaków kanji 留 (wersja w hiraganie) i 流 (wersja w katakanie). Z racji nierozróżniania w japońskim głosek R i L (bezdźwięczne R), znak ten może być czytany też jako lu.
Znak ten w hiraganie jest z wyglądu bardzo podobny do znaku ro (ろ) z tego samego sylabariusza. W zapisie języka Ajnów stosuje się pomniejszony znak katakany sylaby Ru (ㇽ), który oznacza dźwięk r bez samogłoski.